# Addington Palace
Addington Palace est un manoir du XVIIIe siècle situé à Addington, près de Croydon, dans le sud de Londres, dans le comté historique de Surrey. Il est construit à l'emplacement d'un manoir du XVIe siècle. Il est notamment connu pour avoir été, entre 1807 et 1897, la résidence d'été des archevêques de Cantorbéry. Entre 1953 et 1996, il est occupé par la Royal School of Church Music. C'est maintenant un lieu de conférence et de mariage et un country club, tandis que les terrains sont occupés par un terrain de golf.

## Histoire

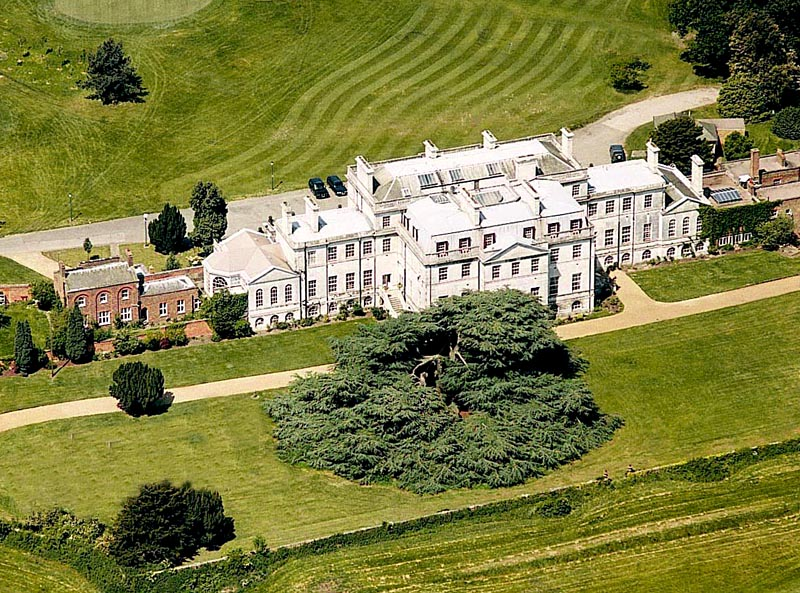
Palais Addington

Le manoir d'origine appelé Addington Place est construit vers le XVIe siècle.
Une ancienne recette de Malepigernout (ou Dillegrout), une bouillie de poulet épicée, est historiquement préparée par le seigneur du manoir d'Addington pour être servie lors du couronnement du monarque d'Angleterre. La famille Leigh obtient ce titre de sergent en devenant seigneurs du manoir d'Addington avant le couronnement de Charles II en 1661. Le domaine d'Addington appartient à la famille Leigh jusqu'au début du XVIIIe siècle.

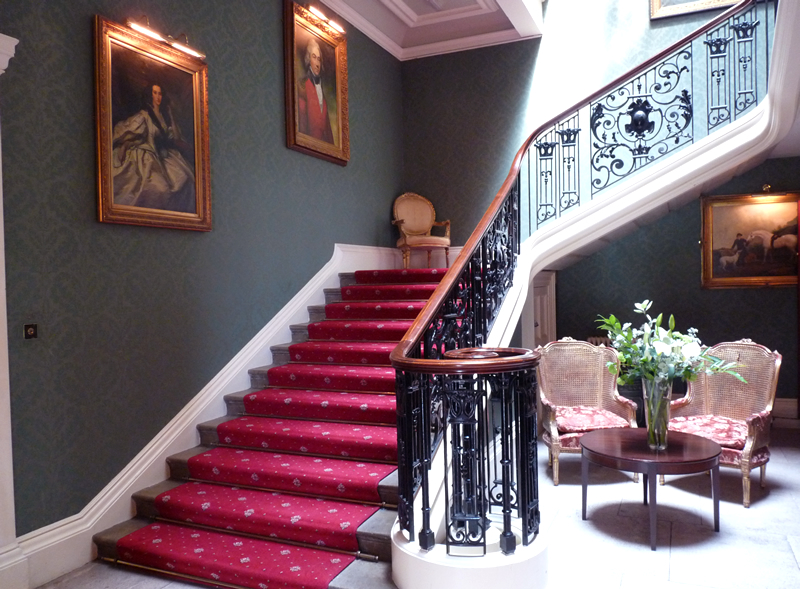
Le grand escalier

Sir John Leigh meurt sans héritiers en 1737 et ses biens vont à des parents éloignés, qui vendent finalement à Barlow Trecothick . Trecothick a été élevé à Boston, dans le Massachusetts, et y est devenu marchand. Il s'installe ensuite à Londres, toujours marchand, et siège ensuite en tant que député de la ville de Londres en 1768-1774, et est lord-maire en 1770. Il achète le domaine pour 38 500 £.
Il construit une nouvelle maison, conçue par Robert Mylne dans le style palladien, avec des ailes de plain-pied. Il meurt avant qu'elle ne soit achevée en 1774  et elle passe à son héritier, James Ivers, qui prend le nom de Trecothick pour hériter du domaine. James poursuit les travaux sur la maison, faisant aménager les terrains et les jardins par Lancelot "Capability" Brown. En raison de difficultés financières, James Trecothick doit vendre le domaine en 1802. Le domaine est vendu par lots en 1803 . Les propriétaires suivants (William Coles et Westgarth Snaith)  ont également des problèmes financiers et vendent par une loi du Parlement en 1807. Cela permet d'acheter le manoir pour les archevêques de Cantorbéry, car le palais de Croydon à proximité est délabré et peu pratique. Le nom devient Addington Farm sous les premiers archevêques, mais change progressivement pour Addington Palace. Les archevêques apportent d'autres modifications et agrandissent le bâtiment; les travaux sur le bâtiment sont supervisés par Richard Norman Shaw.

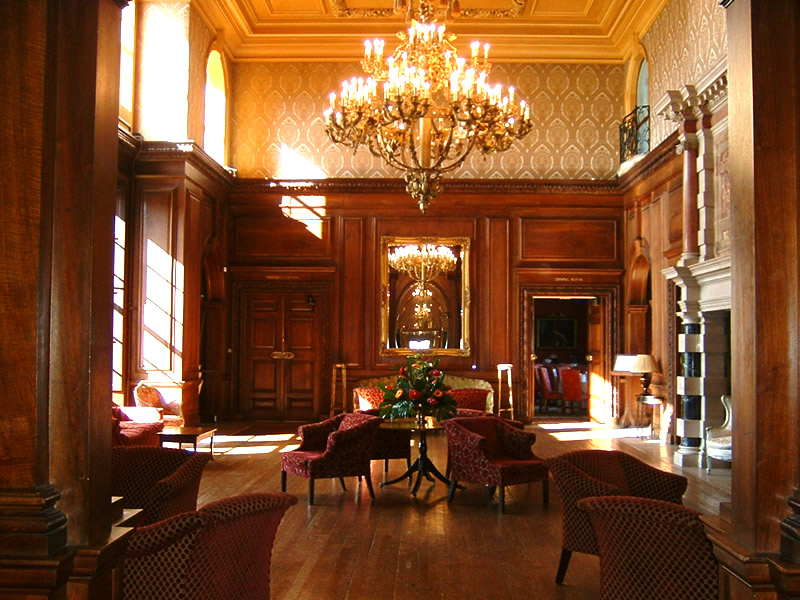
La grande salle

La maison est vendue en 1897 à Frederick Alexander English, un marchand de diamants d'Afrique du Sud. Après sa mort, le manoir est repris pendant la Première Guerre mondiale par la Croix-Rouge et devient un hôpital. Finalement, en 1930, il passe entre les mains du comté de Croydon.

## Utilisation actuelle
La maison est classée Grade II * en 1951. En 1953, elle est louée à la Royal School of Church Music, initialement pour accueillir des enfants de chœur réunis de toute la Grande-Bretagne pour chanter lors du couronnement de la reine Élisabeth II . Le bâtiment abrite les opérations d'édition musicale, le collège résidentiel et l'école de chorale de la Royal School of Church Music jusqu'en 1996, lorsqu'une entreprise privée le reprend pour le développer en tant que salle de conférence et de banquet, parcours de santé et country club. Il est largement utilisé pour les mariages  jusqu'à ce que la société qui l'exploite soit mise en liquidation en 2021 .

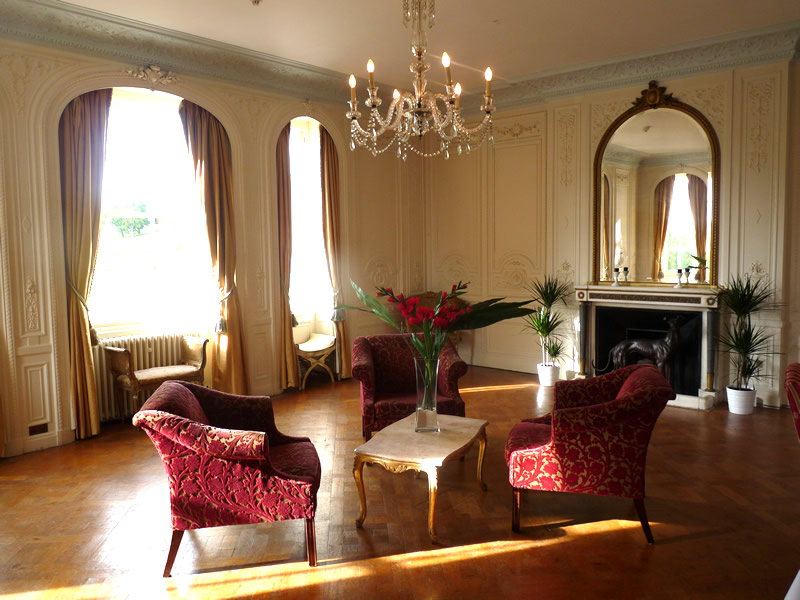
La Chambre Empire

Il est entouré d'un parc et de terrains de golf, et ses jardins sont encore en grande partie dans leur conception d'origine. Un grand Cèdre du Liban se dresse à côté du Palais, l'un des Grands Arbres de Londres.